# ジュンガル・アラタウ山脈

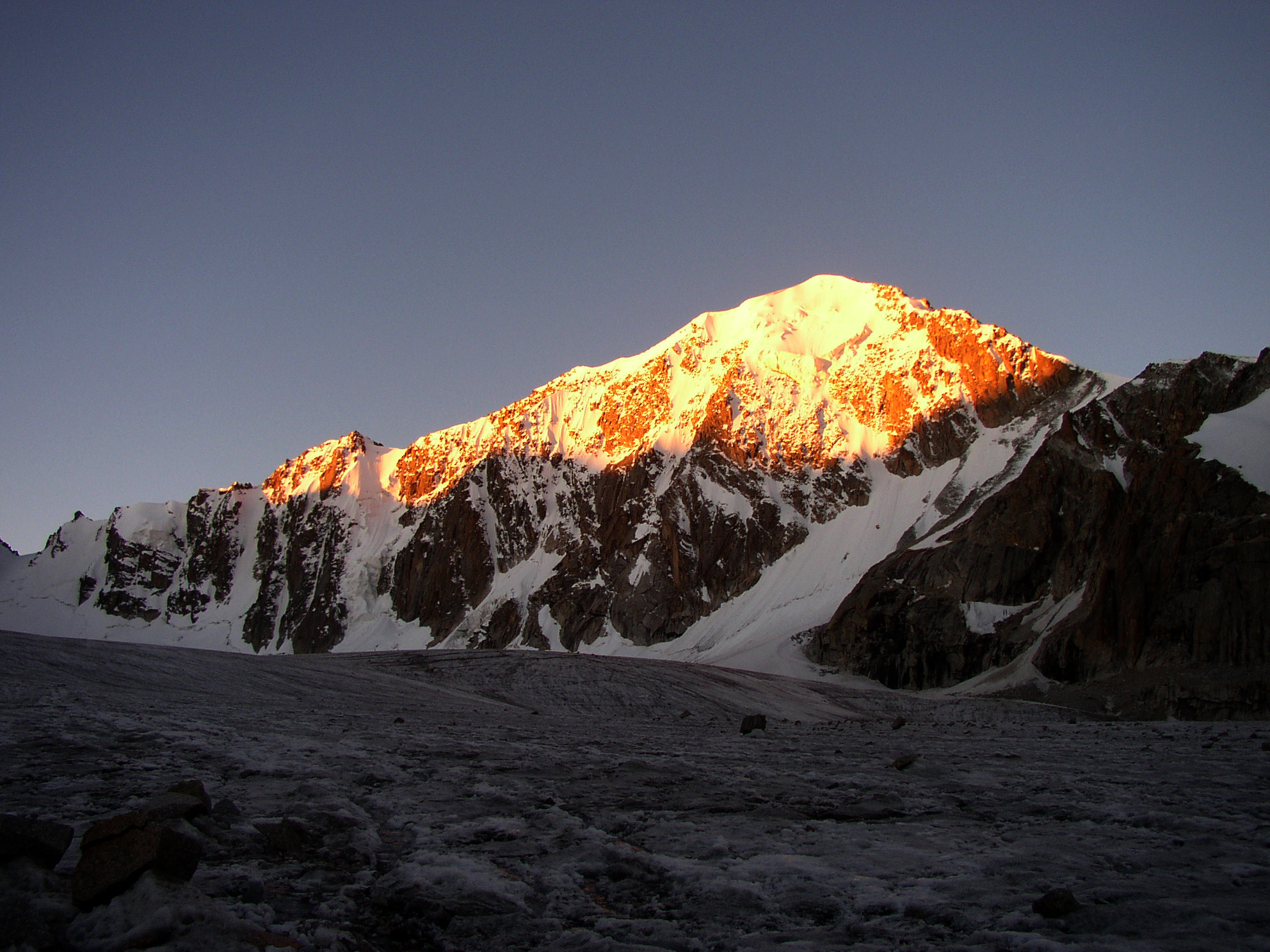
ジュンガル・アラタウ山脈のチュバル山（4,407m）に朝日が当たる。

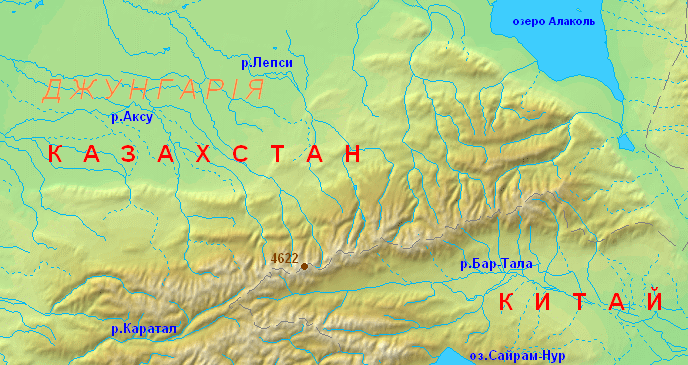
ジュンガル・アラタウ山脈図

ジュンガル・アラタウ山脈（ジュンガル・アラタウさんみゃく、中国語: 准噶尔阿拉套、ロシア語: Джунгарский Алатау、カザフ語: Жетісу Алатауы）は、中国新疆ボルタラ・モンゴル自治州とカザフスタンのセミレチエ地方の間にある山脈で 、長さは約450キロある。最も高い山は、ロシア人で地理学者のセミョーノフ＝ティエン＝シャンスキイの名を冠する山（標高4,622メートルのセミョーノフ＝チャン＝シャンスキイ山）である。一帯は野生リンゴ（Malus sieversii）の宝庫であり、北斜面のカザフスタン領内は2010年に国立公園に指定されており、2018年にユネスコの生物圏保護区に指定された。
ジュンガル・アラタウ山脈の東端にある阿拉山口（アラタウ峠またはジュンガルの門、 北緯45度30分 東経82度20分 / 北緯45.500度 東経82.333度）は標高が450メートルで、中国とカザフスタンの国境にある重要な口岸（出入境審査場）である。峠の東にはバルルク山がある。